# Betondachstein

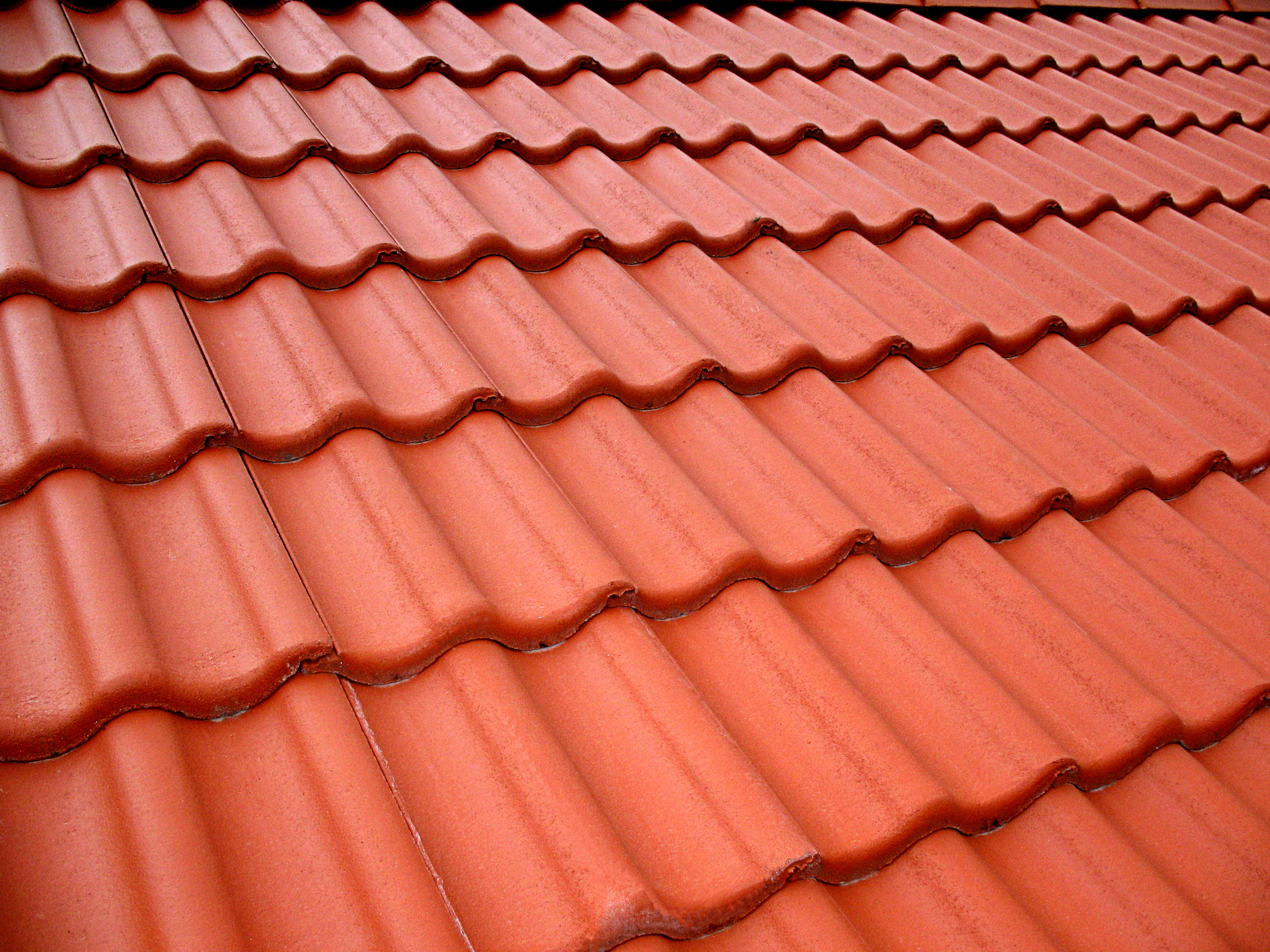
Dachdeckung mit farbigen Betondachsteinen (Harzer Pfanne)

Betondachsteine sind künstlich geformte Steine (so genannte Formsteine) und gehören zur Gruppe der Baustoffe und dienen primär der Herstellung geneigter Dächer.
Betondachsteine werden heute in der Industrie maschinell im Strangpressverfahren aus mineralischen Zuschlagstoffen und hydraulischen Bindemitteln hergestellt. Sie bestehen meist aus Zement, quarzhaltigem Sand und werden auf der Außenseite durch eine Zementschlämme versiegelt, die mit Farb- und Kunststoffpigmenten versetzt ist.

## Abgrenzung zu Dachziegeln
Dachsteine aus Beton werden umgangssprachlich auch als Dachziegel oder Betonziegel bezeichnet, da Laien die Unterschiede zu Produkten aus Ton nicht ohne Weiteres erkennen und mitunter nicht bekannt ist, dass Materialien zur Dacheindeckung häufig nicht aus Ton, sondern aus Beton hergestellt werden. In Fachkreisen wird der Begriff „Dachziegel“ regelmäßig für Produkte aus Ton („Tondachziegel“) verwendet, während für Produkte aus Beton die Bezeichnung „Dachstein“ bzw. „Betondachstein“ gebräuchlich ist.

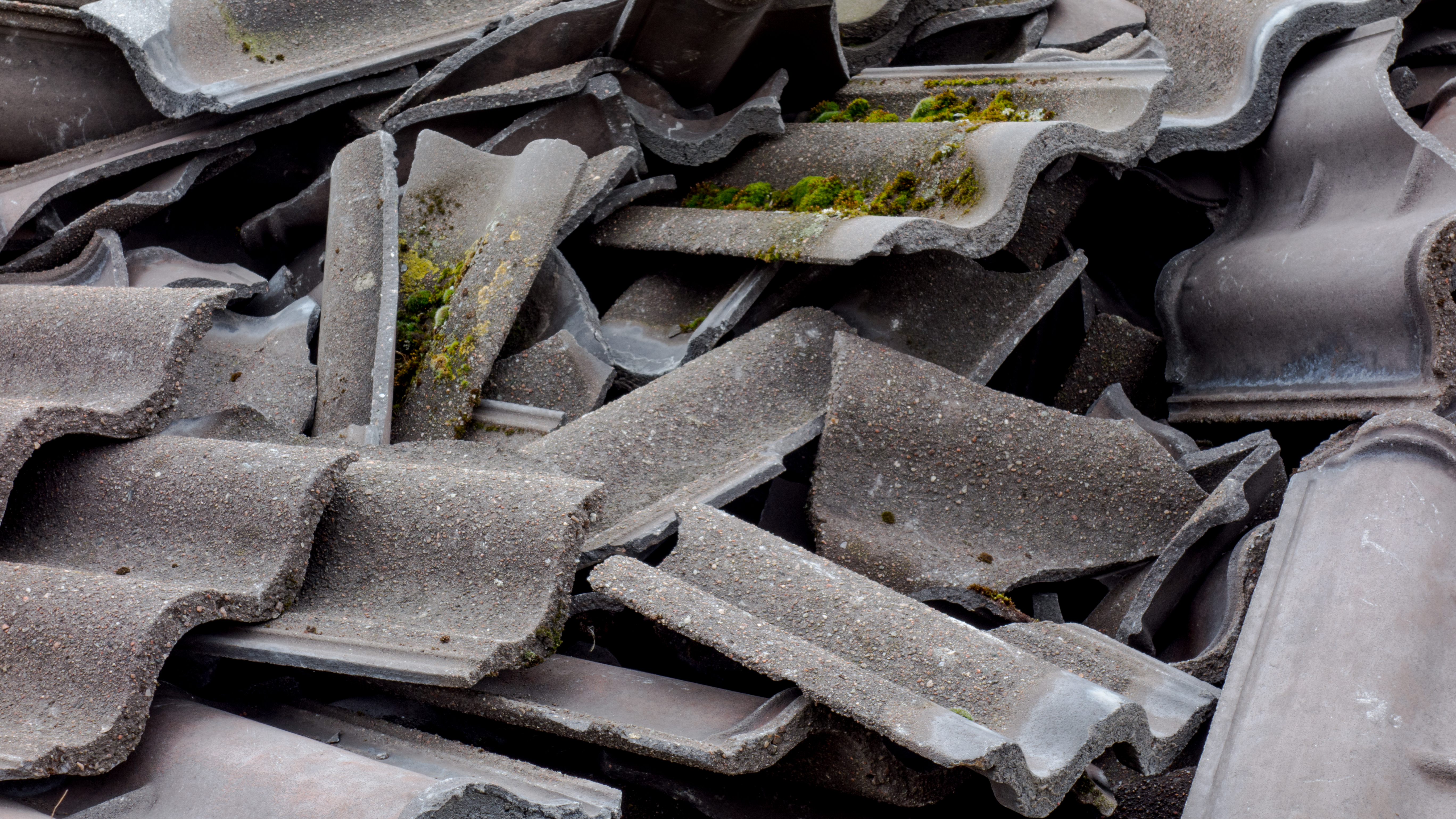
Verwitterte, teilweise moosbewachsene, alte Betondachsteine, nach Abriss.

Betondachsteine galten seit Einführung der Fließbandfertigung im Vergleich zu Tondachziegeln lange Zeit als deutlich preiswerter. Für Laien ist der optische Unterschied zwischen Tondachziegeln und Betondachsteinen im eingedeckten Zustand zunehmend schwerer zu erkennen. Dazu trägt bei, dass sich die Oberflächen der Betondachsteine immer feiner gestalten und tendenziell in Richtung der Tondachziegel entwickeln, während die traditionell im Vergleich eher kleinformatigeren Tondachziegel seit einigen Jahren auch in größeren Formaten erhältlich sind.
Das Verwitterungs- und Patinierungsverhalten von Betondachsteinen und Tonziegeln ist insbesondere in farblicher und optischer Hinsicht bei nur oberflächlich eingefärbten Betondachsteinen am größten. Im Gegensatz zur Durchfärbung kann eine nur oberflächlich eingebrachte Farbschicht schon nach wenigen Jahren abwittern, womit die rote Färbung verlorengeht. Im Laufe der Zeit entsteht das Aussehen eines algen- und flechtenverwachsenen, nicht eingefärbten Betondachsteins.

## Geschichte

### Manuelle Fertigung

#### Anfänge in Staudach – Adolph Kroher
Die ersten Betondachsteine wurden um 1840 in Staudach, einem kleinen Bauerndorf in Oberbayern, hergestellt. Als Erfinder gilt ein junger Mann namens Adolph Kroher (3. Mai 1825–23. April 1892), der in Augsburg Papierhändler war und im Jahr 1858 die bereits einige Zeit zuvor gegründete Staudacher Cementfabrik ins Handelsregister eintragen ließ.
Um 1840 traf Kroher während eines Urlaubs im nahe bei Staudach gelegenen Grassau auf zwei nebenberuflich tätige Putzhersteller, die örtliche Mineralablagerungen und andere Materialien in kleinen Mengen mischten, um Wände zu verputzen. Er kaufte einen Bauernhof und bewaldetes Gelände, auf dem später ein Steinbruch zum Abbau der Mineralablagerungen entstand. Die ersten rautenförmigen Dachsteine aus Zement stellte Kroher spätestens 1844 her. Er bediente sich dabei Arbeitern, die im Winter nicht angestellt waren und den schnellbindenden Staudacher Zement verarbeiteten. Der Zement ermöglichte es, die Steine schon nach einigen Stunden aus ihrer Form zu nehmen. Kroher experimentierte mit verschiedenen von Dachziegeln bekannten Formen und entschied sich letztlich für rautenförmige Platten, die in Bayern auch „holländische Pfannen“ genannt werden. Er fand heraus, dass bei dieser Form weniger Feuchtigkeit in die Fugen aneinanderstoßender Steine eindrang und sie weniger zerbrechlich waren als andere Formen. Sie seien zudem leichter auf das Dach zu befördern und von halbwegs geschickten Männern leicht zu verlegen. Experimente mit Biberschwanzformen hatten gezeigt, dass das Gewicht der Deckung zu groß war, wenn doppellagig gedeckt wurde.
Die Herstellung der Pfannen erfolgte mit von Kroher erfundenen so genannten Handschlagmaschinen. Auf einer Grundplatte aus Holz lag ein Jutesack, damit die Steine nicht festklebten und so leichter entnommen werden konnten. Auf den bis 1870 hergestellten Steinen zeichnete sich so auf der Rückseite das Muster des Sackgewebes ab. Ein der Form entsprechender Stahlring lag auf einem viereckigen Holzblock. Der Stahlring ließ sich zangenförmig öffnen. Er war mit einem Scharnier aufwärts beweglich, um Unterlegplatten einzuschieben. An der dem Scharnier gegenüberliegenden Seite konnte er mit einer Klemmvorrichtung zusammengehalten, aber auch auf die Unterlegplatte gedrückt werden.
Der Mörtel wurde in den Stahlring eingeschlagen, eingerieben und geglättet, bevor der Stahlring ausgeklemmt, auseinandergezogen und nach hinten übergeklappt wurde, damit man die Unterlegplatte mit dem so hergestellten Dachstein entnehmen konnte.
Neben der eigenen Produktion der Dachsteine erstellte Kroher bereits früh eine Do-it-yourself-Anleitung, die Nichtfachleute zusammen mit von ihm gelieferten Zement und Handschlagmaschinen verwenden konnten, um selbst Dachsteine herzustellen. Die Qualität der Dachsteine variierte damit je nach Kenntnis der Anwender und Verwendung ggf. weiterer Zuschlagstoffe.
Kroher selbst stellte Betondachsteine her, indem er dem von ihm gesiebten Staudacher Zement ständig nur wenigen sauberen scharfen zweimal gesiebten Sand der Tiroler Ache hinzufügte.
Bereits 1873 waren 120 Männer mit der Produktion, aber auch der baulichen Verwendung der Erzeugnisse beschäftigt, die Hälfte kam aus Italien. In diesem Jahr erhielt Kroher für seine Dachsteine ein Anerkennungsdiplom. Die Tagesleistung soll rund 125 Stück pro Arbeiter betragen haben. Die Betondachsteine wurden u. a. für einen Großauftrag der österreichischen Regierung verwendet, die damit alle Dächer von Bahnstationen, Signalstationen, Arbeiterhäusern etc. entlang der seinerzeit neu errichteten Tauernbahn eindecken ließ. 1959 stellte der Autor Dobson (Geschichte des Beton-Dachsteins) fest, dass die meisten diese Gebäude nun mit Asbestzement gedeckt waren. 1865 stellte Kroher erstmals Dachsteine mit Seitenfalz her, um einen besseren Schutz vor Regenwasser zu erzielen. In Arnhem (Niederlande) wurden 1879 bei einer Ausstellung 35 Jahre alte Dachsteine gezeigt, die keine Anzeichen von Verwitterungen oder Durchlässigkeit aufgewiesen haben und fester als neu hergestellte Dachsteine gewesen sein sollen. Daraus lässt sich in etwa darauf schließen, wann die Herstellung spätestens begonnen hat. Die Staudacher Produktion gilt als weltweit erste Herstellung von Betondachsteinen.
Im Jahr 1929 beendete die Familie Kroher die Herstellung von Betonprodukten und verkaufte die Zementfabriken. Sie begründete dies mit der deutschen Inflation, aber auch mit Unrentabilität gegenüber den bereits seit 1840 maschinell hergestellten einfalzigen Tonziegeln. Mitte des 19. Jahrhunderts von Kroher produzierte und auf seinem Wohnhaus verlegte Dachsteine erfüllten dort auch 100 Jahre später noch ihren Zweck.

#### Betondachsteinproduktion in Guben
Um 1883 begann die Produktion von „Zementdachsteinen“ in Guben (Niederlausitz, südöstlich von Berlin), das 1907 als eines der Zentren der Betondachsteinproduktion galt.

#### Betondachsteine im Norden - Haseldorf, Quickborn und Wedel
Der zum Bau eines Mausoleums im Jahr 1871 nach Haseldorf in Schleswig-Holstein gekommene Däne J. P. Jörgensen (1852–1933) meldete 1882 sein erstes Patent „Neuerungen an Dachfalzziegeln aus Cement“ an, das unter der Nummer 20772 vom Königlichen Patentamt am 23. Juni 1882 herausgegeben wurde. Es ging dabei um einen Grundstein und einen Deckstein. Sie ähnelten stark den 1805 und 1855 in England von William Wilkinson bzw. Thomas Taylor Coniam patentierten, in Bridgewater hergestellten Broomhall-Tonziegeln. Ein Beweis für den Zusammenhang der Modelle ist nicht bekannt.
Seine erste Fabrik erbaute er 1883 in Wedel. Dort erhielt er sein erstes Patent „Neuerungen an Dachfalzziegeln aus Cement“. 1902 verkaufte er die Fabrik, die 1907 durch ein Feuer oder eine Explosion zerstört wurde. In 1895 baute er eine zweite Fabrik in Quickborn, die er 1925 an G. Rademacher verkaufte, der selbst am Ort auf der gegenüberliegenden Straßenseite in der Branche tätig war. Rademachers Cementziegelei und Cementwaren-Fabrik teilte 1901 mit, dass er „nach reiflichen Überlegungen und nach Beratungen mit Behörden beschlossen“ habe, rautenförmige Betondachsteine herzustellen. Er habe sich vor der Gründung seiner Cement-Dachziegelfabrik länger mit der Sache und Gutachten von Autoritäten der Baubranche beschäftigt. Es handele sich um die vielfach patentierten „Reisings Sattelfalzziegel mit Doppelfalze“, „Das Dach der Zukunft.“, „Ohne Mörtelverstrich“. Die Ziegel wiesen auf Ober- und Unterseite eine doppelte Falz und oben auf der Unterseite eine Einhängenase auf. Es gab dazu „Halbe“ und Firstziegel. Der rautenförmige Dachstein wurde auf einer für Reising patentierten Maschine hergestellt, die der von Kröher ähnelt, wobei die Form auf einem Tisch montiert wird, der über eine Pedalerie verfügt. Das Patent wurde für eine verbesserte Form des Falzes erteilt.

#### Weitere frühe Zentren der Herstellung von Betondachsteinen
Auch Roding, Bad Reichenhall und Oberkassel (Hüser Betonsteinwerke) sind als frühe Zentren der Herstellung von Betondachsteinen bekannt. Hartwig Hüser gründete bereits 1850 eine Firma, meldete 1878 ein Patent für rautenförmige Betondachplatten an und produzierte sie aus Rheinsand und Portlandzement. Nach dem Zweiten Weltkrieg wurden die Maschinen verkauft und die Produktion eingestellt. Auch aus dem mittelfränkischen Schallfeld ist die Produktion von Betondachsteinen bekannt.
Ludwig Nicol aus München war bei Reisig beschäftigt und meldete am 21. Oktober 1899 mit Nummer 115074 ein Patent für eine Maschine an, mit der man rautenförmige Dach- und Fußbodenplatten herstellen konnte, ähnlich wie die von Rademacher beworbenen Sattelfalzziegel. Ein Reisig-Patent mit Nummer 103522, datiert auf den 3. August 1895, gibt Anlass zu der Annahme, dass er einerseits der Firma Reisig und Söhne vorgeschlagen hat, deren Presse von 1898 umzubauen, damit man damit auch Fußbodenplatten herstellen konnte und anderseits Reisig dabei geholfen und mitgewirkt hat, das Patent anzumelden.

#### Heinrich Ritter, Betondachsteinfabrik Hoffenheim
Die Betondachsteinfabrik Heinrich Ritter in Hoffenheim meldete am 7. August 1951 ein Gebrauchsmuster (DE1631179U) für Ortgang-Betondachsteine an, gekennzeichnet durch Wulste auf beiden Seiten, die entweder links oder rechts an der Unterseite eine Abschlussplatte tragen, um sie erstmals rechts und links verwenden zu können sowie für eine dazu gedachte Vorrichtung zur Herstellung mit zwei Unterlagsplatten, die durch Flügelschrauben o. ä. verbunden sind. Heinrich Ritter gab an, bereits seit ca. 15 Jahren (also seit 1936) Betondachsteine zu produzieren. Es ist dabei von einem Modell „Ritter“ die Rede.

#### Der Weg der Betondachsteine nach England
Um 1895 soll der Betondachstein nach England gekommen sein. Auf deutschen Maschinen seien die Dachsteine dort hergestellt worden. In Devonshire (heute Grafschaft Devon im Südwesten Englands) wurden im Jahr 1898 alle Stationsgebäude einer Kleinbahnlinie mit Betondachsteinen eingedeckt. Der aus Neuruppin stammende R. H. Baumgarten nannte seine Produktion „Cementziegelei“, seine Produkte bezeichnete er als „Dach der Zukunft“, bevor er 1905 nach England übersiedelte. Dort konnten sich Betondachsteine in der Folge als bevorzugtes Bedachungsmaterial durchsetzen. 1936 soll ein einziges englisches Unternehmen 203 Millionen Dachsteine pro Jahr gefertigt und mit einer Garantie von fünfzig Jahren versehen haben.

### Fließbandfertigung

#### Anfänge in Deutschland durch Rudolf H. Braas in Köppern mit der „Köpperner Dachplatte“
Nach englischem Vorbild erfolgte zur Herstellung von Betondachsteinen 1954 die Einführung der Fließbandfertigung. Diese Entwicklung war mit dem Namen Rudolf H. Braas verbunden. Als Inhaber eines Hartsteinbetriebs in Österreich (Kärnten) lernte er dort die manuelle Herstellung von Dachsteinen mit Handschlagtischen kennen. Zwischen 1945 und 1948 entwickelte Braas eine Dachsteinmaschine mit zwei nebeneinander laufenden Bändern und produzierte die „Köpperner Dachplatte“, einen ebenen plattenförmigen Dachstein (ähnlich dem heutigen Modell Tegalit).
Am 2. Oktober 1948 meldete der Erfinder Braas aus Köppern (Taunus) eine Maschine zur Herstellung von Betondachsteinen an. Seinerzeit schätzte man den Bedarf an Dachsteinen auf ca. 6–7 Milliarden Stück. Die Maschine entstand zusammen mit einer Schlosserei in Anspach. Sie sollte zur selbsttätigen, fortlaufenden Herstellung von Betondachsteinen über ein umlaufendes Kettenband (Formenkette) und zahlreiche in der Kette liegende Formen verfügen sowie über Zufuhr-, Press- und Hilfsvorrichtungen, die die nötigen Arbeitsgänge ausführen und für glatten Dauerbetrieb und Güte des Erzeugnisses dienlich sind.
Braas beschreibt in seinem Patentantrag auch das bisher zu beobachtende Verfahren. Die Herstellung erfolge fast ausschließlich in Handarbeit, indem man eine Profilplatte in einen Formenrahmen einlege, die Betonmischung auf diese Platte auftrage und die Verdichtung der Mischung durch Klopfen oder Stampfen von Hand bewirkte. Offensichtlich sei bei diesem Verfahren die Unvollkommenheit von erzeugbarer Menge und der Gleichmäßigkeit der Erzeugnisse. Mit mechanisch getriebenen Rüttel- oder Vibrationstischen mit einer größeren Anzahl Formen sei zwar bereits die Verdichtung der eingefüllten Masse durchgeführt worden. Bei Verwendung einer verhältnismäßig flüssigen Betonmischung könne zwar eine einigermaßen zufriedenstellende Güte der Verdichtung erzielt werden, wobei die Zementausnutzung aber ungünstig sei. Es sei zwar zur mengenmäßigen Steigerung bereits vorgeschlagen worden, Formen auf Gliedern einer umlaufenden Kette aufzubringen, die dann unter einer Füllvorrichtung durchlaufen, die diese durch selbsttätiges Öffnen und Schließen befüllt und unter einer Profilwalze durchlaufen. Das Verfahren sei jedoch nicht frei von Mängeln, es erfolge keine hinreichende Verdichtung der Betonmasse in der Form und die Massenerzeugung werde unerwünscht durch die Unterbrechungen bei der Abgabe der Betonmischung in die Formen unterbrochen. Zudem sei eine beträchtliche Anzahl an Formen erforderlich.
Braas beabsichtigte die Nachteile zu vermeiden und mit einem geringen Aufwand an Arbeitskräften bis zu 1.000 Betondachsteine pro Stunde herzustellen. Die Maschine von Braas verfügte über eine umlaufende Kette, die die Formen trägt. Die Kettenglieder sind rechteckige Roste und bilden die Formen der Steine. Die Roste gehen an den Längsseiten in hochkant stehende Rahmenleisten über, die die Formränder bilden. In diese rechteckigen Roste ist eine lose abhebbare Bodenplatte eingelegt. Die Formen sollten durch Kettengliedbolzen miteinander verbunden sein und unmittelbar aneinander anschließen, um die Betonmischung unterbrechungsfrei in die Formen laufen zu lassen. Über oder unter dem waagerecht laufenden Kettenteil sollen eine Vorverdichtungseinrichtung, eine selbsttätige Verdichtungspresse, eine Glättvorrichtung, eine Betonschneidmaschine und eine selbsttätige Aushebevorrichtung angeordnet werden. Vor dem Betonfüller ist eine ein Papierband zuführende Vorrichtung angeordnet. Der untere Teil der Kette liegt in einem Flüssigkeitsbad. Die Schneidemaschine besteht aus einem durch Auslösung wirkenden, gefederten Fallmesser. Die Aushebevorrichtung besteht aus Hebekörpern, die auf einer schiefen Ebene geführt, an den Kettengliedern angebracht sind. Die Hebekörper greifen an den losen Bodenplatten an und heben diese hoch. Das Verfahren zur Herstellung der Betondachsteine ist dadurch gekennzeichnet, dass diese aus einem fortlaufenden Betonband in Stücke geschnitten werden. Das Betondach wird fortlaufend vorverdichtet, dann endgültig gepresst, geglättet und zerschnitten.
1950 besichtigte Braas auf einer zweiwöchigen Reise englische Dachsteinbetriebe. In Bad Homburg vor der Höhe initiierte er einen „Arbeitskreis Betondachsteine“ und berichtete dort am 20. Februar tief beeindruckt von dem dortigen Entwicklungsstand, der dem Deutschen um Jahrzehnte voraus gewesen sei. In der Konsequenz modernisierte er seine Anlagen. Für die neue Köpperner Dachplatte erhielt er am 20. Januar 1952 die Zulassung vom hessischen Innenminister. Th. Aulmann, Vorsitzender des Zentralverbandes des Deutschen Dachdeckerhandwerks, sprach den Köpperner Dachplatten seine höchste Anerkennung aus.
1953 wurde das sogenannte Strangpressverfahren des englischen Ingenieurs Harold Carter in Betrieb gesetzt. Anfangs wurden pro Minute 40 Betondachsteine produziert. Zement wurde in Säcken per Hand zugegeben, Sand über eine einfache Balkenwaage. Formsteine (Firste, Ortgänge etc.) wurden weiterhin auf Handschlagtischen gefertigt. 1954 wurde die Produktion der Dachplatten in Köppern eingestellt und von den Familien Braas, Dressel und dem britischen Unternehmen Redland Tiles Ltd. in Heusenstamm unter der Marke „Frankfurter Pfanne“ fortgesetzt. In Köppern bestanden im Jahr 2008 noch zwei Wohnhäuser und eine Gartenhütte, deren Dächer vollständig mit der Köpperner Dachplatte eingedeckt waren.
Parallel kam 1954 die Finkenberger Pfanne durch die Firma Nelskamp auf den Markt.

#### Absatzentwicklung ab den 1960er Jahren
Produktion und Absatz der Betondachstein-Branche verzeichneten durch die Fließbandfertigung eine Aufwärtsbewegung, die durch einen Trend weg von kleineren Formaten (15–16 Steine pro m²) zu Betondachsteinen als Doppelkremper mit größeren Formaten (9,5–10 Steine pro m²) verstärkt wurden. Zudem waren bei diesen größerformatigen Betondachsteinen die Dachgewichte je nach Dachneigung und der sich daraus ergebenden Vertikalüberdeckung mit 42–48 kg pro m² niedriger als bei Dachziegeln aus Ton. Auch die Rezessionserscheinungen des Baumarktes in den Jahren 1966 und 1967 bremsten den Aufschwung der Betondachsteine nicht. Wie bereits in England nach Ende des Zweiten Weltkriegs wurden im Jahr 1968 auch in Deutschland mehr Betondachsteine als Tondachziegel produziert. Der Anteil an Betondachsteinen betrug im Jahr 1973 rund 68 %, der Anteil der Tondachziegel nur mehr 32 % (Verhältnis 1960: Betondachsteine = 12 %; Tondachziegel = 88 %). Abschwächungstendenzen wurden erst im Jahr 1974 sichtbar.

#### Markt seit den 1980er Jahren
1981 kam durch die Firma Eternit der Heidelberger Dachstein auf den Markt. Die Braas-Gruppe hatte in den 1980er Jahren mit einem Marktanteil von über 80 % eine herausragende Position in dem von ihr entwickelten Marktsegment Betondachstein. Der Anteil des Betondachsteins am gesamten Markt war seit Jahren rückläufig. Stattdessen hat der Tondachziegel nach seinem Tiefpunkt zu Beginn der 1970er Jahre innerhalb von 25 Jahren seinen Marktanteil im Steildachmarkt von 10 % auf ca. 45 % im Jahre 1999 steigern können.

#### Markt im Jahr 1999
Das Bundeskartellamt stellte im Rahmen einer Prüfung eines Zusammenschlussvorhabens für das Jahr 1999 eine Aufteilung des Marktes der kleinformatigen Bedachungsmaterialien für Steildächer ein wertmäßiges Gesamtmarktvolumen von ca. 3,2 Mrd. DM sowie ein mengenmäßiges Gesamtvolumen von 116 Mio. m² fest, davon entfielen auf:
- Betondachsteine ca. 45 % Mengenanteil (Wertanteil ca. 1.133 Mio. DM = ca. 35,7 %),
- Tondachziegel ca. 45 % Mengenanteil (Wertanteil ca. 1.513 Mio. DM = ca. 47,7 %),
- Faserzementplatten, Schiefer und sonstige Kleinformate ca. 10 % Mengenanteil (Wertanteil ca. 529 Mio. DM = ca. 16,6 %).

Ursache der Zugewinne des Tondachziegel beruhten insbesondere auf deutlichen Preisreduzierungen sowie Verbesserung von Qualität und Verlegekomfort. Die Tendenz für Tondachziegel nach Branchenbefragungen war weiter steigend, für Betondachsteine weiter abnehmend, da die Nachfrage im Wesentlichen aus den Bereichen Einfamilienhausbau und Sanierung sowie Denkmalpflege kommen sollte. Im Mehrfamilienhausbau, dem Absatzschwerpunkt der Betondachsteine, rechnete man mit einem Rückgang. Mit der Harzer Pfanne BIG führte Braas 1999 den ersten Dachstein auf dem Markt ein, von dem je nach Dachneigung nur 7,5–8,2 Stück pro m² benötigt werden und der trotz einem Größenzuwachs von fast 25 % kaum schwerer ist, als herkömmliche Dachsteine.

## Hersteller – in Deutschland ansässig
In Deutschland bestehen vier wesentliche Hersteller für Betondachsteine:
- Benders Dachstein GmbH, Kritzkow
- Dachziegelwerke Nelskamp GmbH, Schermbeck
- Creaton GmbH, Wertingen (früher Eternit GmbH, Heidelberg)
- Braas GmbH, Oberursel

Über lange Jahre galt Braas (früher Braas Dachsysteme GmbH bzw. Lafarge Dachsysteme und zuletzt Monier Braas) als Marktführer bei Betondachsteinen in Deutschland. Der wertmäßige Anteil der damaligen Braas Dachsysteme GmbH lag im Jahr 1999 bei > 60 %. Braas hatte damit laut Bundeskartellamt eine ganz herausragende Position.

## Aktuelle Dachsteinformen und -modelle im Vergleich (Juli 2012)
| Charakteristika der Dachsteinformen       | Benders (Bedarf pro m²)        | Braas (Bedarf pro m²) | Creaton (Bedarf pro m²)         | Nelskamp (Bedarf pro m²)           |
| ----------------------------------------- | ------------------------------ | --- | ------------------------------- | ---------------------------------- |
| gerade, kleiner symmetrischer Mittelwulst | Mecklenburger (9,7–10,6 Stück) | Frankfurter Pfanne (ca. 9,7–10,7 Stück)                                                                                      | Heidelberg (ca. 9,7–10,7 Stück) | Finkenberger-Pfanne (ca. 10 Stück) |
| geschwungen, symmetrischer Mittelwulst    | Palema S (9,7–10,6 Stück)      | Harzer Pfanne (ca. 9,7–10,7 Stück) Harzer Pfanne 7 (BIG) (ca. 7,5–8,2 Stück) Harzer Pfanne F+ (BRAAS 7GRAD DACH) (8,2 Stück) | ---                             | Sigma-Pfanne (ca. 10 Stück)        |
| geschwungen, asymmetrischer Mittelwulst   | ---                            | Doppel-S (ca. 9,7–10,7 Stück)                                                                                                | Göteborg (ca. 9,7–10,7 Stück)   | S-Pfanne (ca. 10 Stück)            |
| eben, plattenförmig                       | Carisma (11,6–12,7 Stück)      | Tegalit (ca. 9,8–10,7 Stück)                                                                                                 | Kapstadt (ca. 9,7–10,7 Stück)   | Planum (10 Stück)                  |
| gerade, großer symmetrischer Mittelwulst  | ---                            | Taunus Pfanne (ca. 9,7–10,7 Stück)                                                                                           | ---                             | Kronen-Pfanne (ca. 10 Stück)       |
| geschwungen, muldenförmig                 | Einfach-S (11,6–12,7 Stück)    | --- | Verona (ca. 9,7–10,7 Stück)     | ---                                |

Quelle: Internetseiten der Hersteller, abgerufen am 14. Juli 2012.

## Zubehör für Betondachsteine
Neben den überwiegend in den Dachflächen eingesetzten Normalsteinen stehen je nach Hersteller und Modell in der Regel weitere Formsteine aus Beton als Zubehörteile für spezielle Funktionen zur Verfügung, z. B.:
- Besondere Deckbreite (halbe Normalsteine, Jumbostein)
- First und Grat (Firststeine, Firstendsteine, Gratanfangsteine, Walmkappen)
- Giebel- und Ortgang (Giebel- bzw. Ortgangsteine, Schlusssteine)
- Dachsteine für den Dachknick (ganze und halbe Knicksteine, ganze oder halbe Mansardsteine, Mansard-Giebel- bzw. Ortgangsteine, Knick-Giebel- bzw. Ortgangsteine)
- Pultdächer (ganze bzw. halbe Pultsteine, Pult-Giebel- bzw. Ortgangstein)
- Stand-/Funktionssteine (für Laufroste, Steigtritte, Sicherheitstritte, -stufen, -roste, -dachhaken, Schneefangsysteme)
- Lüftung etc. (Lüfterstein, Fledermausstein)
- Dachschmuck (Firstscheiben, Firsthähne, Schlafwandler, Firstkatze)

Quelle: Internetseiten der Hersteller, abgerufen am 14. Juli 2012.

## DIN-Normen zu Betondachsteinen
Bereits aus dem Jahr 1950 ist die Entstehung einer DIN-Norm für Betondachsteine bekannt. heute werden die DIN EN 490, DIN EN 491 sowie die DINplus verwendet.

### DIN EN 490
In der DIN EN 490:2012-01 „Dach- und Formsteine aus Beton für Dächer und Wandbekleidungen – Produktanforderungen; Deutsche Fassung EN 490:2011“ sind die gegenwärtig aktuellen Anforderungen an Dach- und Formsteine aus Beton für geneigte Dächer sowie für Innen- und Außenwandbekleidungen festgelegt. Die aus Beton hergestellten Dach- und Formsteine können eine Oberflächenbeschichtung aufweisen. Sie können aus zusammengeklebten Betonbauteilen bestehen. Gegenüber der DIN EN 490:2006-09 wurden die Anforderungen zum Brandschutz geändert und redaktionelle Überarbeitungen vorgenommen.
Die Norm legt neben dem Anwendungsbereich, normativen Verweisungen, Begriffen, Symbolen und Abkürzungen die Produktanforderungen für Betondachsteine insbesondere zu den folgenden Bereichen fest:
- Stoffe
- Maße (Hängelänge und Rechtwinkligkeit, Deckbreite, Ebenheit, Formsteine)
- Masse
- Befestigungslöcher (sofern vorhanden)
- Mechanische Festigkeit (Tragfähigkeit)
- Wasserundurchlässigkeit
- Dauerhaftigkeit (Frost-Tau-Wechselbeständigkeit für Dach-, Form- und Kehlsteine)
- Hängenasen
- Verhalten bei Brandeinwirkung
- Freisetzung gefährlicher Stoffe

Daneben finden sich Hinweise zur Konformitätsbewertung, Probenahme, zum Bezeichnungssystem, zur Kennzeichnung und Etikettierung sowie zu weiteren Dokumenten.

### DIN EN 491
In der DIN EN 491:2011-11 „Dach- und Formsteine aus Beton für Dächer und Wandbekleidungen – Prüfverfahren; Deutsche Fassung EN 491:2011“ sind Prüfverfahren für aus Beton hergestellte Dachsteine und Formsteine nach EN 490 zum Einbau in geneigte Dächer beziehungsweise Außen- und Innenwandbekleidungen festgelegt. Gegenüber der DIN EN 491:2005-03 und DIN EN 491 Berichtigung 1:2007-05 wurden die Anforderungen zum Brandschutz geändert und redaktionelle Überarbeitungen vorgenommen.
Die Norm legt neben dem Anwendungsbereich, normativen Verweisungen, Begriffen, Symbolen und Abkürzungen die Rahmenbedingungen für Prüfverfahren der Betondachsteine insbesondere zu den folgenden Bereichen fest:
- Hängelänge und Rechtwinkligkeit von Dachsteinen mit regelmäßiger Vorderkante
- Deckbreite
- Ebenheit
- Masse
- Mechanische Festigkeit (Tragfähigkeit)
- Wasserundurchlässigkeit
- Frost-Tau-Wechselbeständigkeit
- Hängenasen
- Brandverhalten nach EN 13823

### DINplus
Zusätzlich zu den an Betondachsteine zu stellenden Mindestanforderungen der seit 1994 bestehenden europäischen Normen DIN 490/491 zu Festigkeit, Wasserundurchlässigkeit, Frostbeständigkeit etc. erfüllen einige Betondachsteine heute weitergehende Anforderungen, die u. a. Qualitätsmerkmale nicht nur die Beschaffenheit des Produktes, sondern auch zur praktischen Anwendung betreffen:
- 10 % höhere Festigkeit
- engere Maßtoleranzen
- höherer Frost-/Tauwiderstand
- besserer Schutz vor Sturmschäden durch ein abgestimmtes Sicherungssystem
- dokumentierte Umweltverträglichkeit.

## Technische Details und deren Auswirkungen auf die Verwendung
Dacheindeckungen mit Betondachsteinen werden einschalig oder mit Unterkonstruktion ausgeführt. Erforderlich ist immer eine Be- und Entlüftungsöffnung. Betondachsteine sind meist größer als Tondachziegel. Je größer die Formate, umso weniger Fugen enthalten die Dächer und sind umso schneller einzudecken.

### Der Falz
Im Unterschied zu vielen Tondachziegeln entfallen bei Betondachsteinen meist die horizontalen Falze (Falzziegel). Die damit variable Höhenüberdeckung erlaubt ein Abstimmen der Deckung auf die Sparrenlänge. Der Längsfalz wird bei profilierten Betondachsteinen (z. B. Finkenberger Pfanne, Frankfurter Pfanne) eher hoch liegend ausgeführt, während er bei nicht profilierten Dachsteinen (z. B. Tegalit) tief liegend ausgeführt wird.

### Auswirkungen auf die Mindestdachneigung
Werden Betondachsteine mit hoch liegendem Falz ohne eine Unterkonstruktion verwendet, muss die Neigung des Daches mindestens 22° betragen, bei tief liegendem Falz erhöht sich die Mindestneigung auf 25°. Wird das Dach mit Unterkonstruktionen ausgeführt, kann die Mindestdachneigung bei Betondachsteinen mit hoch liegendem Falz auf bis auf 16 % reduziert werden. Solche Unterkonstruktionen können aus zusätzlichen Maßnahmen wie dem Verlegen einer Unterspannbahn bestehen oder aus einem Unterdach, z. B. als Holzschalung mit einer Sperrschicht aus Bitumendachbahnen.

### Auswirkungen auf die Mindesthöhenüberdeckung
Auch die Mindesthöhenüberdeckung richtet sich nach dem Falz der verwendeten Betondachsteine sowie nach der jeweiligen Dachneigung. Die Mindestüberdeckung bei hoch liegendem Falz beträgt nur 7,5 cm bei einer Dachneigung von mehr als 30°; bei 22–30° sind 8,5 cm erforderlich. Bei tief liegendem Falz sind mindestens 8 cm erforderlich, was allerdings eine Dachneigung von mehr als 35° voraussetzt; beträgt sie nur 25–35°, sind 9,5 cm einzuhalten; bei weniger als 25° bedarf es einer Mindestüberdeckung von 10,5 cm.

## Patente im Bereich der Betondachsteine

### Hilfsrippe am Fußende zum Schutz des Abdichtungsstreifens
Die Dachziegelwerke Nelskamp ließen sich 1963 mit Gebrauchsmuster DE1807203U einen Betondachstein für eine querfalzlose Dacheindeckung schützen. Betondachsteine hatten nur eine Seitenverfalzung, am Kopfende eine querlaufende Aufhängeleiste und am Fußende eine querlaufende Rippe, mit der der Stein auf dem darunter liegenden Stein aufliegt. Da diese Steine ohne Kopfverfalzung keine genügend dichte Dacheindeckung ergeben würden, sei es erforderlich, oberseits der Fußrippe einen Abdichtungsstreifen, z. B. Schaumgummi, Glaswolle, Jute etc. einzulegen. Durch Windeinflüsse könne der Streifen aus seiner Lage gebracht oder herausgeblasen werden, so dass die Dichtungswirkung verloren gehe. Mit dem Patent wurde daher oberseits der Fußrippe parallel dazu eine zweite etwas niedrigere, auf dem überdeckten Stein aufliegende Hilfsrippe vorgesehen, um den Streifen geschützt in den Zwischenraum der beiden Rippen ablegen zu können.

### Zweite Querrippe am Fußende zum Schutz des Abdichtungsstreifens
Die Dachziegelwerke Nelskamp ließen sich 1963 mit Patent DE1125629A einen Betondachstein für eine querfalzlose Dacheindeckung schützen, ähnlich dem bereits 1959 angemeldeten Geschmacksmuster.

### Hilfsrippe firstseitig auf der Oberseite zum Schutz des Abdichtungsstreifens
Die Dachziegelwerke Nelskamp ließen sich 1959 mit dem Gebrauchsmuster DE1806721U einen Betondachstein für eine querfalzlose Dacheindeckung schützen. Betondachsteine hatten nur eine Seitenverfalzung, am Kopfende eine querlaufende Aufhängeleiste und am Fußende eine querlaufende Rippe, mit der der Stein auf dem darunter liegenden Stein aufliegt. Da diese Steine ohne Kopfverfalzung keine genügend dichte Dacheindeckung ergeben würden, sei es erforderlich, oberseits der Fußrippe einen Abdichtungsstreifen, z. B. Schaumgummi, Glaswolle, Jute etc. einzulegen. Durch Windeinflüsse könne der Streifen aus seiner Lage gebracht oder herausgeblasen werden, so dass die Dichtungswirkung verloren gehe. Mit dem Patent wurde firstseitig auf der Oberseite eine Hilfsrippe vorgesehen, damit zusammen mit der Fußrippe des überdeckenden Steins ein Zwischenraum entsteht, der den Abdichtungsstreifen vor den Windeinflüssen schützt.

### Verfahren zur Herstellung eines sturmsicher verlegbaren Betondachsteins
Die Braas & Co. GmbH meldete mit Schreiben vom 19. März 1962 das Gebrauchsmuster DE1924341U an. Bisherige Betondachsteine ließen sich danach mit Klammern befestigen, die sich an der Seite oder am Kopf des Steins einhängen und an der Dachkonstruktion verankern lassen. Nachteilig sei das dabei auftretende seitliche Verkanten oder kopfseitig schädlich ausgeübte Moment, dass in Verbindung mit Windböen zu Zerstörungen an den Steinen und zu Undichtigkeiten an den Dächern führen könne. Die Erfindung sah vor, dass auf der Unterseite oberhalb der (beiden) Fuß-/Querrippen an drei Stellen zusätzliche Ausformungen/Nasen anzubringen seien, die ein Kunststoffröhrchen enthalten, das Sturmklammern aufnehmen könne. In einer zweiten eingezeichneten Variante sind drei Kunststoffröhrchen in eine zweite Fuß-/Querrippe eingelassen, einmal mittig im Innenbereich des mittleren Außenwulstes sowie je einmal auf beiden Flächen.

### Betondachsteine mit Sturmsicherung
Tondachziegel wurden bereits seit langem mit Sturmklammern ausgestattet. Die Nelskamp GmbH meldete 1963 mit Nummer DE1884754U ein Gebrauchsmuster für Betondachsteine an, die oberhalb der beiden Fuß-/Querrippen über eine Erhöhung oder Nase verfügen, die ein Durchführungsloch zur Aufnahme von Sturmklammern hat. Dazu sollte zu Beginn des Verdichtungsvorgangs eine dem Lochquerschnitt entsprechende Nadel in den Körper der Nase eingeführt werden, die bei Beendigung der Verdichtung wieder herausgezogen wurde.

### Längsrippen zwischen den Fuß-/Querrippen zur Verbesserung des Fließverhaltens
Die Braas & Co., GmbH meldete 1966 ein Patent mit Nummer DE1609924B an, in dem mehrere Längsrippen vorgesehen sind, die anders als die bisher bekannten über die ganze Unterseite verlaufenden Längsrippen, nur zwischen den beiden querlaufenden Fußrippen verlaufen und nicht wie diese vornehmlich der Stabilisierung dienen. Sie sollen vielmehr das Problem beheben, dass die eher schmalen Fußrippen bisher relativ steile Flankenwinkel und kleine Radien aufweisen, weswegen eine gute Verdichtung des Betons nicht möglich war und die Querrippen abbröckelten. Die zusätzlichen Längsrippen zwischen den Querrippen sollten eine einwandfreie Ausformung der Querrippen ermöglichen, da sie zu besseren Fließbedingungen des Betons während des Verdichtungsvorgangs führen würden.

### Betondachsteine mit dritter Falzrippe und -nut in einer breiteren Seitenfalz
Zum Gebrauchsmuster angemeldet wurde ein mit Nummer DE1977166U von Heinz Jürgen Kinzel aus Kleestadt am 28. Juli 1967 angemeldeter, mindestens zwei Drittel des Deckwulstes entsprechender Seitenfalz, der zwischen den beiden vorhandenen Falzrippen eine zusätzliche dritte Falzrippe enthält, die die beiden seitlichen parallel dazu verlaufenden Begrenzungsrippen in der Höhe überragt. Bei den bisher zweirippigen Ausführungen wurde bemängelt, dass die Rippen nicht vollständig in die Nuten des Nachbarsteins einrasten, dadurch zwischen den Steinen breite Fugen entstehen, die Regen, Schnee und Staub in das Falzinnere und damit in den Dachinnenraum einwehen lassen.

### Betondachsteine mit naturrauher Oberfläche; Probleme früherer Oberflächen
Mit Aktenzeichen DE3542369A1 04.06.1987 wurde der Braas & Co GmbH ein Patent für ein Verfahren zur Herstellung von Betondachsteinen mit naturrauher Oberfläche erteilt. Für Betondachsteine seien folgende Oberflächenveredelungsverfahren bekannt geworden, die sich in ihrer Beständigkeit über einen gewünscht langen Bewitterungszeitraum als nicht hinreichend resistent erwiesen hätten:
- Belassen der Zementextrusionshaut, so dass der Betondachstein eine verhältnismäßig glatte Oberfläche aufwies; Folge: Abwitterung nach 10–20 Jahren.
- Die Betondachsteinoberfläche wird nach der Warmhärtung besäuert, vorzugsweise mit 3–10%iger Salzsäure; Folge: verminderte Ausblühtendenz, aber unerwünschte Änderung des Erscheinungsbildes der Betondachsteinoberfläche nach 10–20 Jahren.
- Auf die Betondachsteinoberfläche wird nachträglich eine neue Schlämme aufgebracht, die aus Zement oder Sand und Zement besteht; Folge: die zunächst glänzende Oberflächenschicht wird matt, die gesamte Schicht der Schlämme wittert nach ca. 10 Jahren ab, mit anschließendem Erosionsablauf wie bei Betondachsteinen mit Zementextrusionshaut.
- Auf die Betondachsteinoberfläche werden Polymeren (Acrylate, Styrolacrylate, Vinylacetate etc.) oder eine Schlämme aus Klarlacken, Farben bzw. glänzenden Oberflächenbeschichtungen und dgl. aufgebracht; Folge: die Polymerbeschichtung ist nach ca. 15 Jahren weitestgehend abgewittert; nach vollständigem Abtrag folgt der Erosionsablauf wie bei Betondachsteinen mit Zementextrusionshaut.
- Auf die vorher bereits auf die Betondachsteinoberfläche aufgetragene Schlämme wird zusätzlich gefärbtes Sandgranulat (z. B. Buntsandgranulat) aufgebracht; Folge: die begrenzte Haftbindung führt zu dessen vollständigen Abtragen, Zementschlämme wird sichtbar, folgt der Erosionsablauf wie bei Betondachsteinen mit Zementextrusionshaut.

Im Ergebnis hätten sich danach alle mit diesen Methoden erhältlichen Betondachsteinoberflächen in ihrer Beständigkeit über einen gewünscht langen Bewitterungszeitraum als nicht ausreichend resistent erwiesen.

### Im Strangverfahren hergestellter Betondachstein
Strukturen lassen sich im Strangverfahren regelmäßig durch Unterformen auf der Unterseite der Betondachsteine ausbilden. Sollen Strukturen auf der Oberseite ausgebildet werden, muss die Oberseite Struktur in der Unterform erhalten, so dass die Möglichkeit entfällt, durch Unterformen Aufhängenasen auszubilden. Die Eternit AG ließ sich daher am 15. Juni 1989 ein Gebrauchsmuster für insbesondere im Strangverfahren hergestellte Betondachsteine schützen, in die auf der Unterseite am oberen Rand eine Aufhängenase aus Kunststoff oder einem anderen geeigneten Werkstoff eingesetzt wird, in dem vorgefertigte Aufhängenasen in die noch nicht ausgehärtete Betonmasse gedrückt werden.

## Sonstiges
- Betondachsteine können durch weitere Systemteile zu kompletten Dachsystemen ergänzt werden.
- Der größte Betondachstein der Welt misst 4,2 × 3,3 m, ist der Frankfurter Pfanne nachempfunden, sechs Tonnen schwer und entspricht der eingedeckten Fläche von ca. 140 Dachsteinen. Er steht am Braas-Standort Heusenstamm, ist öffentlich zu besichtigen und im Guinness-Buch der Rekorde eingetragen.[65]
- Betondachsteine verfügen im Vergleich zu Tondachziegeln über die bessere Ökobilanz und sind ihnen daher aus Umweltsicht vorzuziehen. Betondachsteine verursachen in der Gesamtbilanz weniger als die Hälfte des klimaschädlichen Kohlenstoffdioxids (CO2) und schneiden bei fast allen untersuchten Aspekten signifikant besser ab. Bei atmosphärischen Quecksilberemissionen schneiden Dachsteine um den Faktor 4 schlechter ab als Tondachziegel.[66]